# Jebroer
Timothy Kimman, de nom de scène Jebroer (/ˈjebruːr/), est un rappeur néerlandais né le 8 juillet 1986 à Leyde.

## Biographie
Les parents de Timothy se séparent lorsqu'il a 10 ans. Il a du mal à supporter l'autorité, de la part de ses parents, ses enseignants ou la police. En conséquence, il doit suivre une formation sur les relations sociales et les agressions. Il s'intéresse à la musique et commence le rap à 17 ans.

## Carrière
En 2010, il commence avec le single Btje vliegen tog, produit par Boaz van de Beatz. Il rejoint le label Nouveau Riche et travaille en coopération avec Mr. Polska.
In 2012 il joue dans la série télévisée Van God los, puis en 2013 dans le court-métrage De zure inval.
Il accède au succès à partir de 2013, avec Omlaag qui se classe numéro 1 sur iTunes dans la catégorie hip-hop. En 2015, Banaan est disque d'or en Flandre.
Kind van de Duivel (avec Paul Elstak et Dr. Phunk), sorti en janvier 2017, est un hit aux Pays-Bas et en Flandre. Le clip vidéo dépasse les 40 millions de vues sur la plate-forme YouTube. Le texte (notamment « je suis un enfant du diable ») a été critiqué,. Le parti protestant fondamentaliste SGP s'est élevé contre cette chanson. Dans une interview, Kimman explique qu'il ne souhaite pas blesser les chrétiens, et que le diable est une métaphore dans cette chanson.

## Discographie

### Albums
| Année | Nom de l'album    | Titre | Top 100 néerlandais | Top 100 néerlandais | Ultratop 200 flamand | Ultratop 200 flamand |
| Année | Nom de l'album    | Titre | Meilleur classement | Semaines            | Meilleur classement  | Semaines             |
| ----- | ----------------- | ----- | ------------------- | ------------------- | -------------------- | -------------------- |
| 2013  | Broederschap      | -     | -                   | -                   | -                    | -                    |
| 2014  | Gouden tranen     | 41    | 1                   | -                   | -                    | -                    |
| 2016  | Elf11             | 26    | 23*                 | 56                  | 11*                  | -                    |
| 2018  | Jebroer Gaat Hard | 24    |                     |                     |                      |                      |
| 2019  | Jebroer4Life      | 15    |                     |                     |                      |                      |
| 2020  | Zes               | 7     |                     |                     |                      |                      |
| 2020  | SECHS             | 7     |                     |                     |                      |                      |
| 2021  | SIX               | 7     |                     |                     |                      |                      |
| 2024  | Op Tempo          |       |                     |                     |                      |                      |

### Singles
| Année | Artiste(s)                                           | Titre                               | Top 100 néerlandais | Top 100 néerlandais | Top 50 flamand      | Top 50 flamand | Remarques                              |
| Année | Artiste(s)                                           | Titre                               | meilleur classement | semaines            | meilleur classement | semaines       | Remarques                              |
| ----- | ---------------------------------------------------- | ----------------------------------- | ------------------- | ------------------- | ------------------- | -------------- | -------------------------------------- |
| 2012  | Yellow Claw avec Jebroer, Ronnie Flex et MocroManiac | Nooit meer slapen                   | 31                  | 11                  | -                   | -              | 38è du top 40 néerlandais              |
| 2013  | Jebroer                                              | Omlaag                              | -                   | -                   | -                   | -              | numéro 1 sur iTunes, catégorie hip-hop |
| 2013  | Jebroer                                              | Brommer                             | 46                  | 2                   | -                   | -              |                                        |
| 2014  | Jebroer                                              | Miljoenen                           | -                   | -                   | -                   | -              | numéro 29 dans le top 30 de la danse   |
| 2015  | Jebroer avec Rich Cutillo                            | Allemaal lichten                    | 53                  | 1                   | -                   | -              |                                        |
| 2015  | Jebroer avec Jayh, Stepherd et Skinto                | Banaan                              | -                   | -                   | 6                   | 23             | 24è du top 30 néerlandophone           |
| 2015  | Jebroer avec DJ Punish et Taylor Walcott             | Roq n rolla (Totally summer anthem) | -                   | -                   | 37                  | 2              |                                        |
| 2016  | Jebroer                                              | Me gabber                           | tip                 | -                   | -                   | -              |                                        |
| 2017  | Jebroer avec Dr Phunk et Paul Elstak                 | Kind van de duivel                  | 25                  | 28                  | 5                   | 13             | 32e du Nederlandse Top 40              |
| 2017  | Jebroer avec DJ Paul Elstak et Dr Phunk              | Engeltje                            | 3                   | 10                  | 26                  | 4              |                                        |
| 2017  | Jebroer avec Outsiders et The Darkraver              | Vaderland                           | 76                  | 1                   | -                   | -              |                                        |
| 2018  | Jebroer                                              | Leven Na De Dood                    | 5                   | 7                   | -                   | -              |                                        |
| 2018  | Jebroer avec Outsiders                               | Hatsikidee                          |                     |                     |                     |                |                                        |
| 2018  | Jebroer avec Crooxs                                  | Marathon                            |                     |                     |                     |                |                                        |
| 2018  | Jebroer avec Gers Pardoel                            | Malu                                |                     |                     |                     |                |                                        |
| 2018  | Jebroer                                              | Radikal                             |                     |                     |                     |                |                                        |
| 2018  | Jebroer                                              | Heartcore                           |                     |                     |                     |                |                                        |
| 2019  | Jebroer                                              | Polizei                             |                     |                     |                     |                |                                        |
| 2019  | Jebroer                                              | Flitsmeister                        |                     |                     |                     |                |                                        |
| 2019  | Jebroer                                              | Soldaat                             |                     |                     |                     |                |                                        |
| 2019  | Jebroer avec Roy Dest                                | Ademen                              |                     |                     |                     |                |                                        |
| 2019  | Jebroer, le Shuuk                                    | FUTS                                |                     |                     |                     |                |                                        |
| 2019  | Jebroer, Regi                                        | Rebel                               |                     |                     |                     |                |                                        |
| 2020  | Jebroer, Harris & Ford                               | Mutter                              |                     |                     |                     |                |                                        |
| 2020  | Jebroer, Sjaak                                       | Machinegeweer                       |                     |                     |                     |                |                                        |
| 2020  | Jebroer                                              | Weltuntergang Hymnen                |                     |                     |                     |                |                                        |
| 2020  | Jebroer, Dj Ruud, The Dirty Daddies                  | Het Escaleert                       |                     |                     |                     |                |                                        |
| 2020  | Jebroer                                              | Naar De Hel                         |                     |                     |                     |                |                                        |
| 2020  | Jebroer, Dj Phunk                                    | Wunderbar                           |                     |                     |                     |                |                                        |
| 2020  | Jebroer, Outsiders                                   | Kogels                              |                     |                     |                     |                |                                        |
| 2020  | Jebroer, Timmy Trumpet, Dr Phunk                     | Child of the devil                  |                     |                     |                     |                |                                        |
| 2021  | Jebroer, Harris & Ford                               | The Master                          |                     |                     |                     |                |                                        |
| 2021  | Jebroer, Blasterjaxx                                 | Symphony                            |                     |                     |                     |                |                                        |
| 2021  | Jebroer, Nino                                        | Feestmuts                           |                     |                     |                     |                |                                        |
| 2021  | Jebroer, Dr Phunk, Lil Texas                         | Robbery                             |                     |                     |                     |                |                                        |
| 2021  | Jebroer                                              | Love you                            |                     |                     |                     |                |                                        |
| 2021  | Jebroer, HBz                                         | King Kong (Jebroer Remix)           |                     |                     |                     |                |                                        |
| 2021  | Jebroer                                              | No More                             |                     |                     |                     |                |                                        |

## Vie privée
Il est père de trois enfants, et annonce en octobre 2018 son mariage prochain.